# Räumte
Die Räumte ist der Staukoeffizient eines Schiffes. Sie ist eine Messgröße, die den Laderauminhalt in Kubikmeter pro Tonne Ladung eines Schiffes angibt. Sie wird aufgrund ihrer unterschiedlichen Staufaktoren jeweils für Stückgut- und Schüttgutladungen berechnet und ergibt, als Quotient aus Laderauminhalt und Tragfähigkeit, wie viel Ladung eines bestimmten Staufaktors bei gegebener Tragfähigkeit des Schiffs transportiert werden kann.